# Ochna natalitia
Ochna natalitia är en tvåhjärtbladig växtart som först beskrevs av Meissn., och fick sitt nu gällande namn av Wilhelm Gerhard Walpers. Ochna natalitia ingår i släktet Ochna och familjen Ochnaceae. Inga underarter finns listade i Catalogue of Life.